# La Bazoque (Orne)
La Bazoque ist eine französische Gemeinde mit 272 Einwohnern (Stand 1. Januar 2022) im Département Orne in der Region Normandie (vor 2016 Basse-Normandie). Die Gemeinde gehört zum Arrondissement Argentan und zum Kanton Flers-1 (bis 2015 Flers-Nord). Die Einwohner werden Bazoquais genannt.

## Geografie
La Bazoque liegt etwa 55 Kilometer südsüdwestlich von Caen. Umgeben wird La Bazoque von den Nachbargemeinden Caligny im Norden, Süden und Osten sowie Cerisy-Belle-Étoile im Westen und Nordwesten.

## Bevölkerungsentwicklung
| Jahr                      | 1962 | 1968 | 1975 | 1982 | 1990 | 1999 | 2006 | 2011 | 2016 |
| Einwohner                 | 130  | 145  | 152  | 174  | 199  | 192  | 238  | 250  | 263  |
| Quelle: Cassini und INSEE |      |      |      |      |      |      |      |      |      |

## Sehenswürdigkeiten
- Kirche Saint-Christophe aus dem 13. Jahrhundert

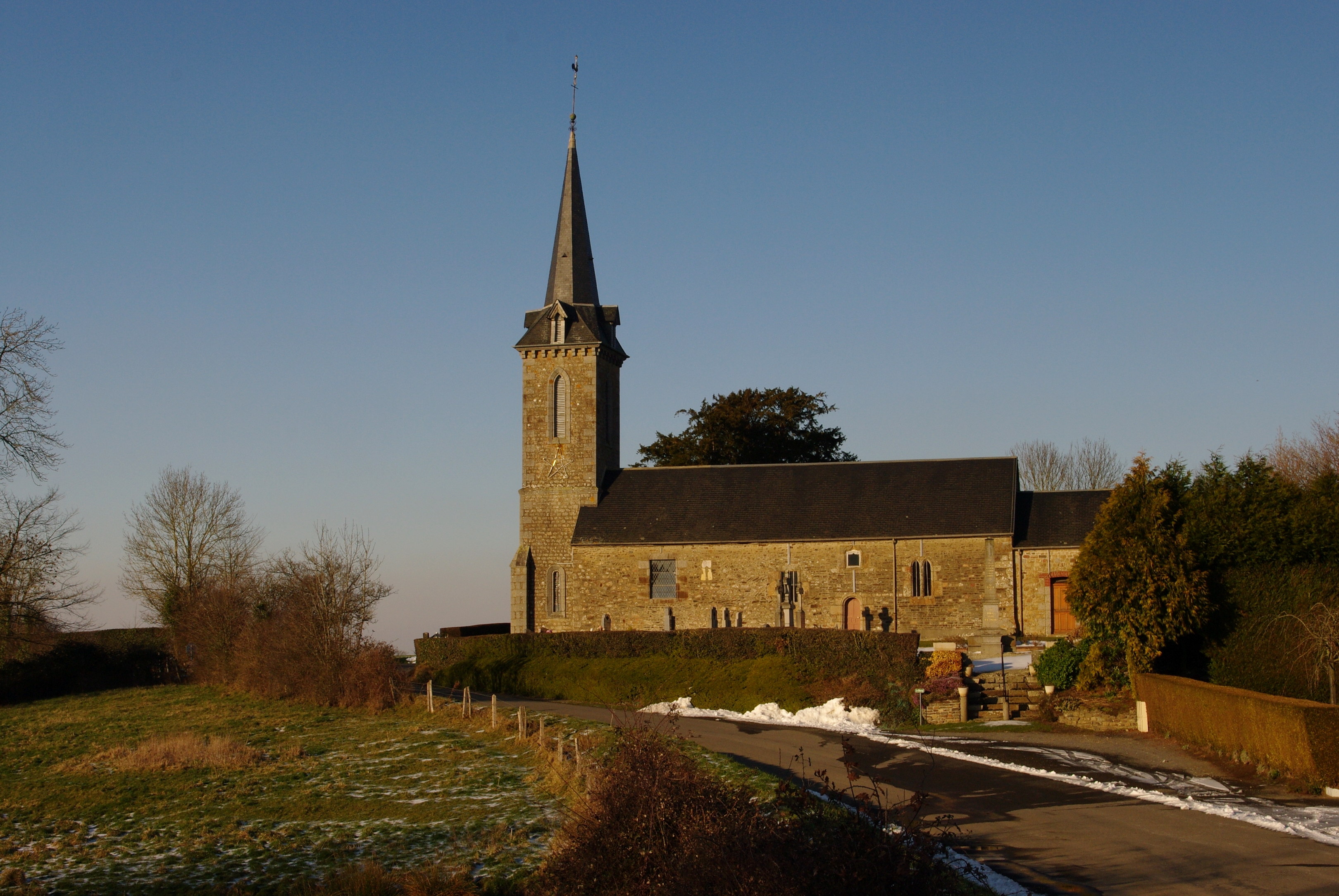
Kirche Saint-Christophe